# Оливије Берета
Оливије Берета (фр. Olivier Beretta), рођен 23. новембра 1969. године у Монте Карлу је бивши возач Формуле 1 из Монака. У својој каријери је учествовао на 10 трка и није освојио ниједан поен.